# Aplocheilichthys lualabaensis
Aplocheilichthys lualabaensis är en fiskart som först beskrevs av Poll, 1938.  Aplocheilichthys lualabaensis ingår i släktet Aplocheilichthys och familjen Poeciliidae. IUCN kategoriserar arten globalt som livskraftig. Inga underarter finns listade i Catalogue of Life.